# Промисловість Хорватії

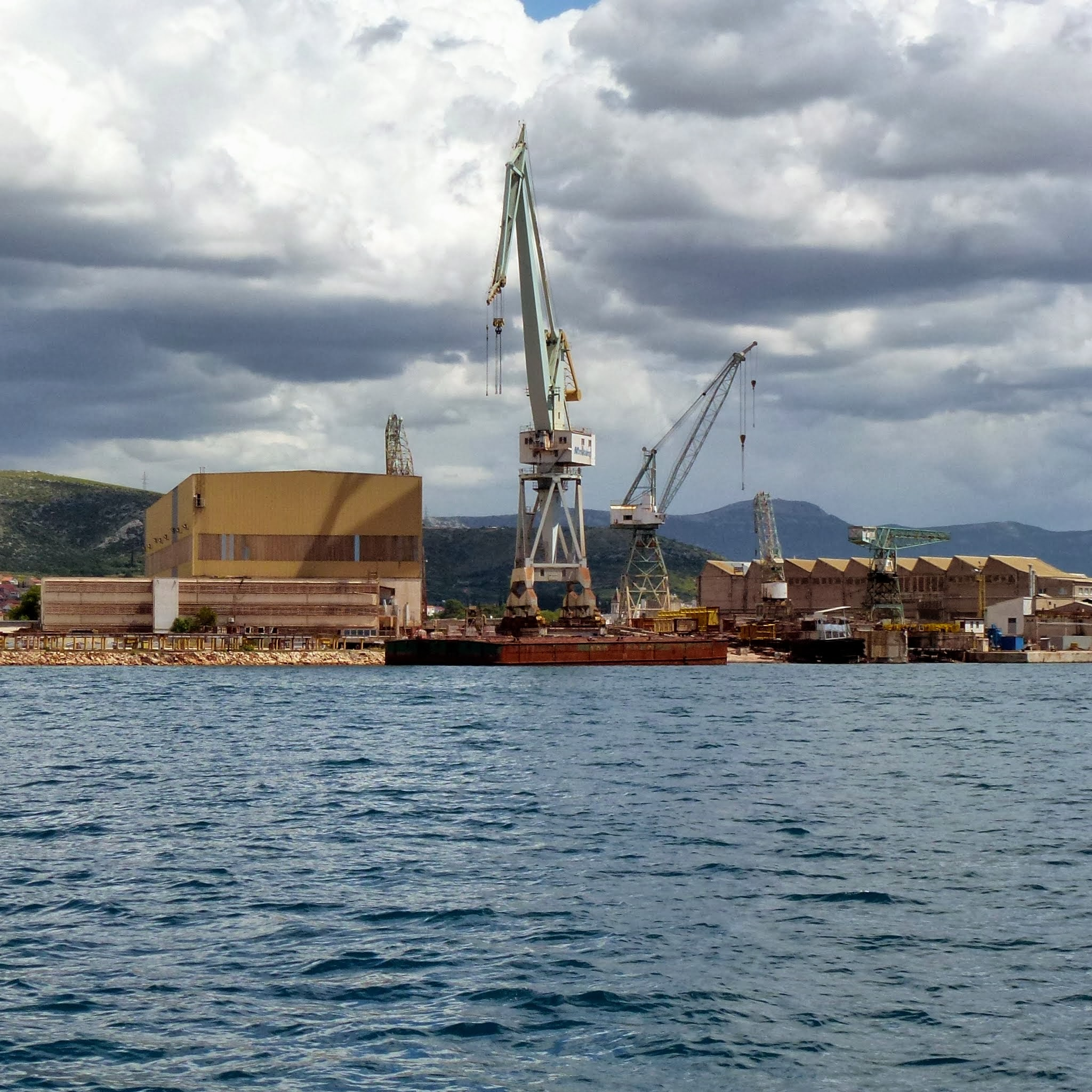
Порт Спліт

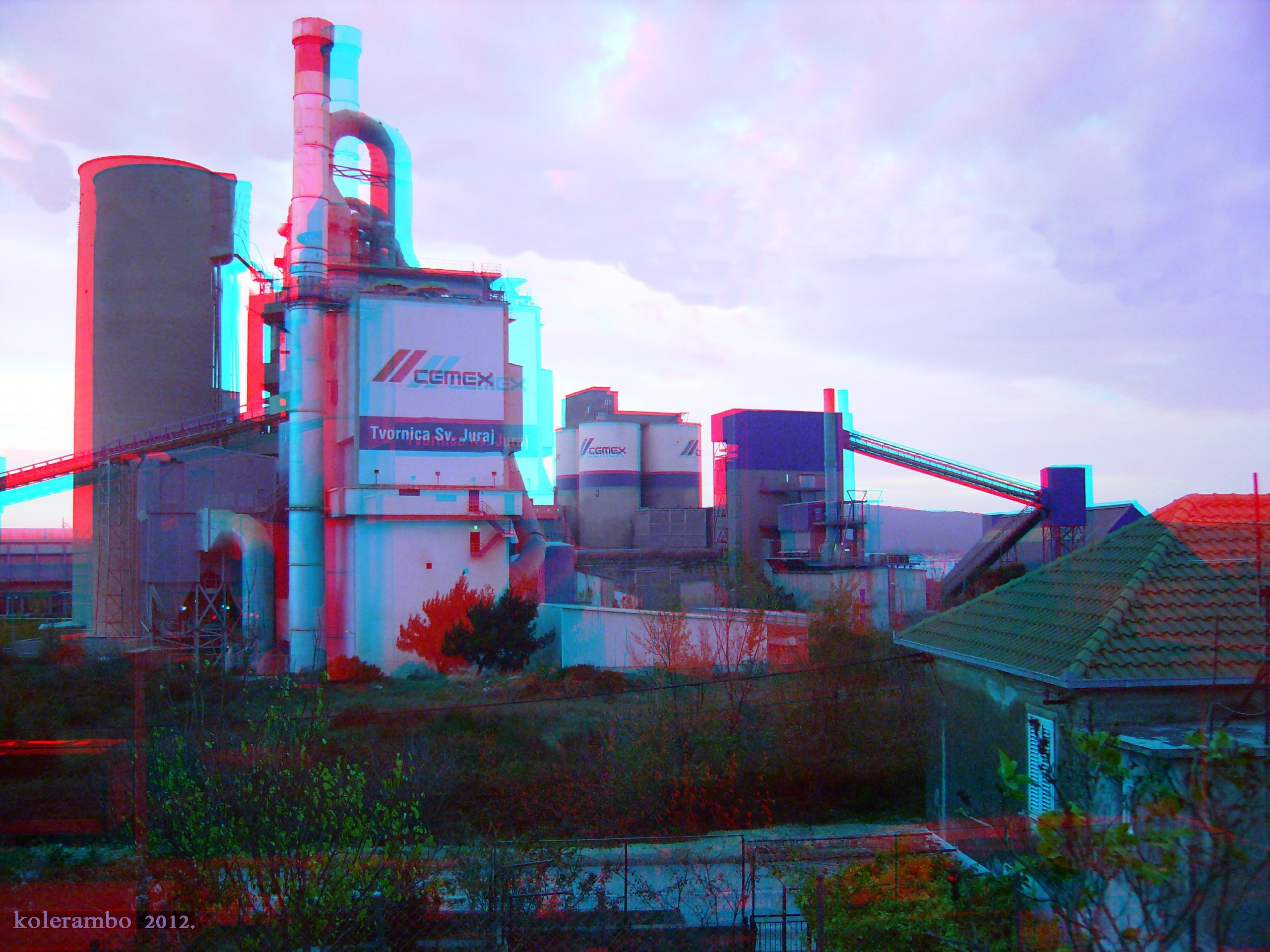
Хорватський цементний завод

Промисловість Хорватії - промисловість відіграє важливу роль у хорватській економіці. Вона має давні традиції, що базуються на сільському господарстві, лісовому господарстві та гірничій справі . Найбільшими промисловими центрами в Республіці Хорватії є Загреб, Рієка, Спліт, Осієк і Вараждин  . 

### Загальна інформація
До цього часу розвиваваються багато галузей промисловості, такі як деревообробна промисловість, виробництво продуктів харчування , виробництво калію, суднобудування та інші галузі   . Сьогодні основними галузями промисловості в Хорватії є: харчові продукти (близько 24% загального доходу переробної промисловості, головним чином переробка риби  ) обробка металу і машинобудування, у тому числі транспортні засоби (20%), виробництво коксу та переробка нафти (17%) хімічної, фармацевтичної, гумової та пластмасової промисловості (близько 11%)  . У структурі валового внутрішнього продукту Хорватії (ВВП) у 2015 році частка галузі становила 27,3%  . У тому ж році темпи зростання промислового виробництва склали 2,7%  . 

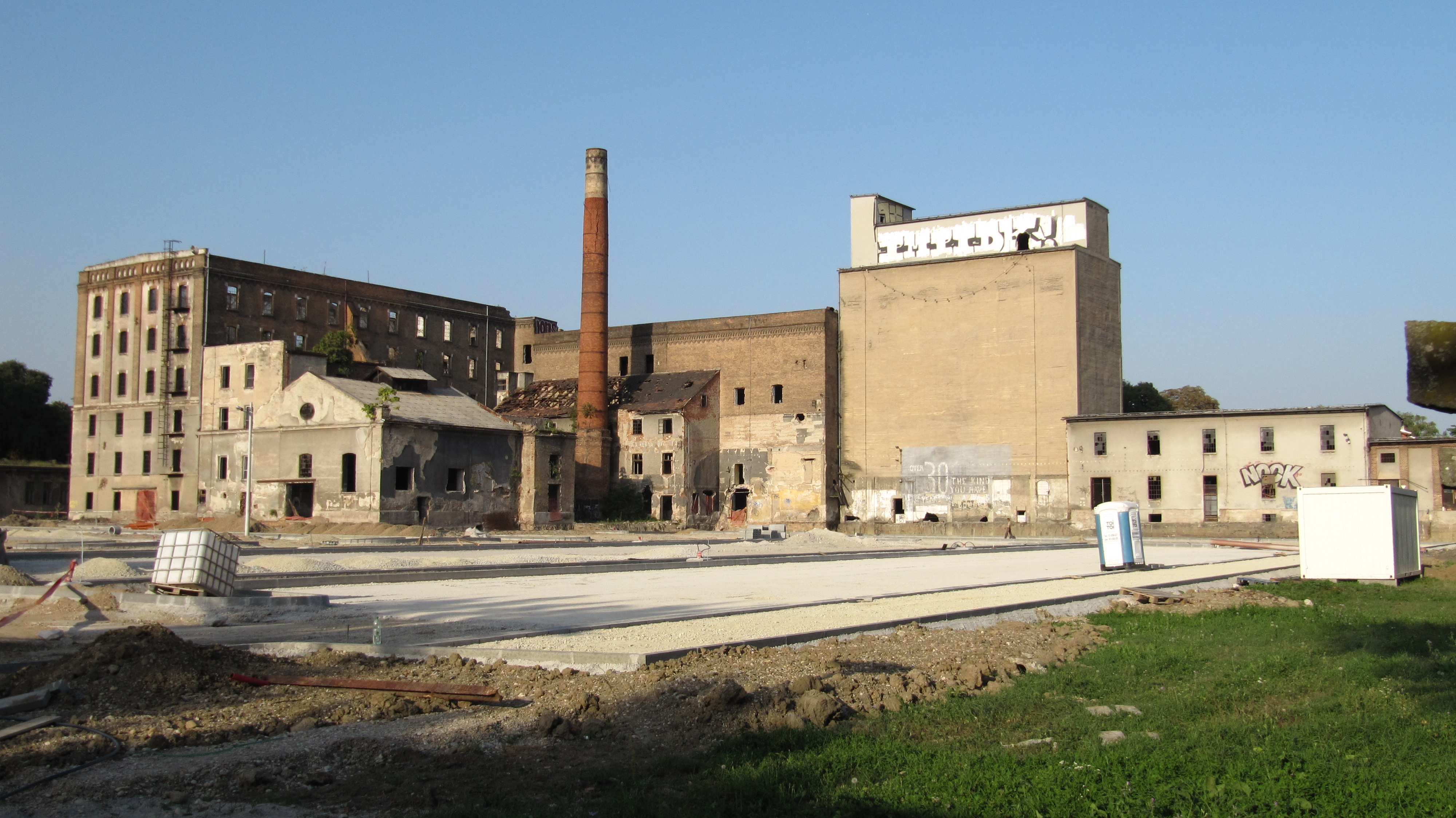
Знищені війною промислові заводи в Загребі (2011)

### Вплив війни на промисловість
Промислове виробництво в Хорватії займає найважливіше місце в загальному обсязі виробництва. Включає машини, інструменти, металеві вироби, меблі, військову техніку, наприклад цеглу та будівельні матеріали. Під час процесу трансформації (у 1990-х роках і пізніше) багато компаній були закриті або пошкоджені під час хорватської війни за незалежність . Це стосувалося, головним чином, компаній з деревини, металургії та текстильної промисловості  . Велика кількість компаній є дуже активними у зовнішній торгівлі. 

### Вплив кризи на промисловість
Як наслідок світової фінансової кризи 2007-2008 років, хорватська промисловість зазнала помітного падіння обсягів виробництва. Частка промисловості у всіх галузях  економіки  падає з року в рік. Щорічний приріст промислового виробництва у 2015 році збільшився на 2,7%. 

## посилання
1. ↑  Branches of the economy, архів оригіналу за 27 березня 2019, процитовано 7 травня 2019
2. ↑  Przemysł Spozywczy W ChorwacjiBałkany – Biznes – Kultura – Polityka | Bałkany - Biznes - Kultura - Polityka (pl-PL) , архів оригіналу за 26 березня 2019, процитовано 7 травня 2019
3. 1 2  Croatia Industries - Economy (англ.)
4. 1 2  Europe :: Croatia — The World Factbook - Central Intelligence Agency, архів оригіналу за 26 березня 2019, процитовано 7 травня 2019
5. ↑  Chorwacja. Gospodarka - Encyklopedia PWN - źródło wiarygodnej i rzetelnej wiedzy (пол.)
6. 1 2  OEC - Croatia (HRV) Exports, Imports, and Trade Partners (англ.)